# Iglesia del Corazón de María (Linares)
La Iglesia del Corazón de María es un templo católico ubicado en la ciudad de Linares, Región del Maule, Chile. Inaugurada en 1905 fue declarada Monumento Histórico, mediante el Decreto Exento n.º 677, del 15 de diciembre de 1995.

## Historia
Fue encargada por los Padres Claretianos a fines del siglo xix en terrenos donados por Dolores Ferrada, y fue inaugurada el 9 de diciembre de 1905. El terremoto de 1939 dejó a la iglesia sin algunas de sus decoraciones exteriores.
La iglesia perteneció a los Claretianos hasta el 2008. El terremoto de 2010 dejó cerrada y con graves daños a la iglesia.

## Estructura y arquitectura
De estilo neorrománico y neogótico, la iglesia presenta tres naves, una central y dos laterales, que terminan en altares de mármol, jaspe y ónix. Su construcción es de concreto armado y ladrillos, y en su fachada se erigen dos torres de planta cuadrada.
Se caracteriza por ser  un templo con dos estilos  arquitectónicos, el románico y el gótico, su decoración se materializan en  formas ojivales con evidentes guiños de formas arquitectónicas del siglo XIII europeo.
La Parroquia es un edificio de 69 metros de longitud y 27 metros de ancho; compuesto por tres naves revestidas de yeso -una central y dos laterales-, y construido a base de hormigón y ladrillo.
Las naves rematan en tres altares de mármol, jaspe y ónice, importados desde Europa e instalados en 1911. De entre ellos, destaca el Altar Mayor con incrustaciones de bronce y chapados de oro. Las columnas que dividen la nave central de las laterales configuran arcos ojivales que acentúan su estilo gótico. La luz exterior ingresa a la Parroquia a través de coloridos vitrales de excelente factura. Se destaca por su esplendor el Camarín de la Virgen, espacio elíptico de 15 metros de altura que alberga una imagen del Corazón de María fabricada en Barcelona y que se encuentra en Linares desde 1903.

## Daño estructural y terremotos
La historia del edificio está marcada por los diversos terremotos que la afectaron. El de 1939, por ejemplo, derribó algunas cornisas y afectó parte importante del decorado; y el más reciente, de 2010, la asoló de tal manera que actualmente se encuentra cerrada, pero sometida a un proceso de restauración y recuperación a cargo del arquitecto Gerardo Soto.

## Declaración Monumento Histórico
Debido a sus indudables características arquitectónicas, apelando además a su condición testimonial, huella de los Misioneros Claretianos en Linares, y en el contexto de la celebración del centenario de la orden en la ciudad, es que la Parroquia es declarada Monumento Histórico en 1995.